# Уилкинсон, Гарри
Генри Уилкинсон (англ. Henry Wilkinson; 1883 — дата смерти неизвестна), более известный как Гарри Уилкинсон (англ. Harry Wilkinson) — английский футболист, крайний левый нападающий.

## Футбольная карьера
Уроженец Бери, Ланкашир, начал карьеру в «Ньютон Хит Атлетик». В 1903 году подписал контракт с «Манчестер Юнайтед». Дебютировал за клуб 26 декабря 1903 года в матче Второго дивизиона «Бертон Юнайтед». Всего в сезоне 1903/04 провёл за «Юнайтед» 9 матчей (8 — в лиге и 1 — в Кубке Англии).
В июне 1904 года перешёл в «Халл Сити». Через год стал игроком клуба Южной лиги «Вест Хэм Юнайтед». В марте 1906 года вернулся в «Манчестер Юнайтед», но не сыграл ни одного матча в основном составе, и уже через два месяца покинул команду, стал игроком клуба «Хэзлингден».
В сезоне 1907/08 выступал за клуб «Бери», сыграв два матча в Первом дивизионе Футбольной лиги.